# الحصوة (الدقهلية)
قرية الحصوة هي إحدى القرى التابعة لمركز السنبلاوين في محافظة الدقهلية في جمهورية مصر العربية. حسب إحصاءات سنة 2006، بلغ إجمالي السكان في الحصوة 3173 نسمة، منهم 1593 رجل و1580 امرأة.